# Paphiopedilum esquirolei
Paphiopedilum esquirolei é uma espécie de orquídea terrestre, família Orchidaceae, que habita a China, Laos, Tailândia e Vietnam. Alguns preferem classificar esta espécie como variedade do Paphiopedilum hirsutissimum.